# قائمة إصدارات الطوابع في المغرب (1950-1959)
هذه قائمة بإصدارات الطوابع في المغرب للفترة 1950-1959:

## الحماية الفرنسية

### إصدار بمناسبة الذكرى 25 لأول رابط بريدي جوي بين الدار البيضاء وداكار
| #    | الوصف                                                                | الصورة | القيمة     |
| 1950 | 1950                                                                 | 1950   | 1950       |
| ---- | -------------------------------------------------------------------- | ------ | ---------- |
| 1    | البريد الجوي، يوم الطابع البريدي، بلون متعدد الألوان المصمم: النقاش: |        | 15+10 فرنك |

### سلسلة التضامن
| #    | الوصف | الصورة | القيمة     |
| 1950 | 1950 | 1950   | 1950       |
| ---- | --- | ------ | ---------- |
| 1    | التضامن، السجادة، مطبوع فوقها "SOLIDARITE 1949"، بلون قرمزي المصمم: ألكسندر ديلبي النقاش:                                                                      |        | 1+2 فرنك   |
| 2    | التضامن، السيراميك، مطبوع فوقها "SOLIDARITE 1949"، بلون أخضر مزرق المصمم: ألكسندر ديلبي النقاش: راؤول سيريس                                                    |        | 2+5 فرنك   |
| 3    | التضامن، النحاس، مطبوع فوقها "SOLIDARITE 1949"، بلون بنفسجي المصمم: ألكسندر ديلبي النقاش: جول بيل                                                              |        | 3+7 فرنك   |
| 4    | التضامن، التجليدات، مطبوع فوقها "SOLIDARITE 1949"، بلون بني محمر المصمم: ألكسندر ديلبي النقاش: تشارلز بول دوفريسني                                             |        | 5+10 فرنك  |
| 1    | البريد الجوي، التضامن، الطائرة فوق خريطة المغرب، مطبوع فوقها "SOLIDARITE 1949"، بلون أزرق المصمم: كاميل بول جوسو النقاش:                                       |        | 5+5 فرنك   |
| 2    | البريد الجوي، التضامن، الطائرة فوق خريطة المغرب، مطبوع فوقها "SOLIDARITE 1949"، بلون أخضر المصمم: كاميل بول جوسو النقاش:                                       |        | 6+9 فرنك   |
| 3    | البريد الجوي، التضامن، الطائرة فوق خريطة المغرب، مطبوع فوقها "SOLIDARITE 1949"، بلون أرجواني بني المصمم: كاميل بول جوسو النقاش:                                |        | 9+16 فرنك  |
| 4    | البريد الجوي، التضامن، الطائرة فوق خريطة المغرب، مطبوع فوقها "SOLIDARITE 1949"، بلون أحمر بني المصمم: كاميل بول جوسو النقاش:                                   |        | 15+25 فرنك |
| 1951 | |        |            |
| 1    | مستشفى لوستاو في وجدة، مطبوع عليه SOLIDARITE 1950، بلون أزرق مسود المصمم: ألكسندر ديلبي النقاش:                                                                |        | 10 فرنك    |
| 2    | مستشفى جديد في مكناس، مطبوع عليه SOLIDARITE 1950، بلون أخضر/وردي أرجواني المصمم: ألكسندر ديلبي النقاش: تشارلز بول دوفريسني                                     |        | 15 فرنك    |
| 3    | مستشفى جديد في الرباط، مطبوع عليه SOLIDARITE 1950، بلون بني أرجواني/أزرق المصمم: ألكسندر ديلبي النقاش: غابرييل أنطوان بارلانج                                  |        | 25 فرنك    |
| 4    | البريد الجوي، مصحة بن سميم، مطبوع عليه SOLIDARITE 1950، بلون بنفسجي/أخضر المصمم: ألكسندر ديلبي النقاش: جين فيلبين                                              |        | 50 فرنك    |
| 1953 | |        |            |
| 1    | خناجر جنوب المغرب، مطبوع عليها SOLIDARITE 1952، بلون قرمزي المصمم: ألكسندر ديلبي النقاش: رينيه كوتيه                                                           |        | 15 فرنك    |
| 2    | خلالات وصدرية فاس، مطبوع عليها SOLIDARITE 1952، بلون أرجواني بني المصمم: ألكسندر ديلبي النقاش: غابرييل أنطوان بارلانج                                          |        | 20 فرنك    |
| 3    | خلالات الأطلس الصغير، مطبوع عليها SOLIDARITE 1952، بلون أزرق المصمم: ألكسندر ديلبي النقاش: تشارلز مازيلين                                                      |        | 25 فرنك    |
| 4    | البريد الجوي، خلالات الشمال، مطبوع عليها SOLIDARITE 1952، بلون أخضر المصمم: ألكسندر ديلبي النقاش: تشارلز بول دوفريسني                                          |        | 50 فرنك    |
| 1955 | |        |            |
| 1    | التضامن، تعليم فرنسي مسلم، مطبوع عليه حملة التضامن 1954-1955، بلون أسود مزرق المصمم: ألكسندر ديلبي النقاش:                                                     |        | 5 فرنك     |
| 2    | التضامن، تعليم مسلم، مطبوع عليه حملة التضامن 1954-1955، بلون بني قرمزي المصمم: ألكسندر ديلبي النقاش:                                                           |        | 15 فرنك    |
| 3    | التضامن، مدرسة إسلامية في كامب بولهوت (بنسليمان حاليًا)، مطبوع عليها حملة التضامن 1954-1955، بلون أرجواني بني المصمم: ألكسندر ديلبي النقاش: تشارلز بول دوفريسني |        | 30 فرنك    |
| 4    | التضامن، إعدادية مولاي إدريس، فاس، مطبوع عليها حملة التضامن 1954-1955، بلون أخضر المصمم: ألكسندر ديلبي النقاش: راؤول سيريس                                     |        | 50 فرنك    |

### سلسلة تودغا
| #    | الوصف                                                                 | الصورة | القيمة  |
| 1950 | 1950                                                                  | 1950   | 1950    |
| ---- | --------------------------------------------------------------------- | ------ | ------- |
| 1    | وادي تودغا، بلون أحمر بني المصمم: كاميل بول جوسو النقاش: بيير جاندون  |        | 35 فرنك |
| 2    | وادي تودغا، بلون أزرق مسود المصمم: كاميل بول جوسو النقاش: بيير جاندون |        | 50 فرنك |
| 1951 |                                                                       |        |         |
| 1    | وادي تودغا، بلون أزرق المصمم: كاميل بول جوسو النقاش: بيير جاندون      |        | 30 فرنك |

### سلسلة الجنرال لوكلير
| #    | الوصف | الصورة | القيمة     |
| 1951 | 1951 | 1951   | 1951       |
| ---- | --- | ------ | ---------- |
| 1    | افتتاح النصب التذكاري للجنرال لوكلير، الدار البيضاء، بلون أخضر مزرق المصمم: النقاش: جين فيلبين            |        | 10 فرنك    |
| 2    | افتتاح النصب التذكاري للجنرال لوكلير، الدار البيضاء، بلون وردي أرجواني المصمم: النقاش: جين فيلبين         |        | 15 فرنك    |
| 3    | افتتاح النصب التذكاري للجنرال لوكلير، الدار البيضاء، بلون أزرق المصمم: النقاش: جين فيلبين                 |        | 25 فرنك    |
| 4    | البريد الجوي، افتتاح النصب التذكاري للجنرال لوكلير، الدار البيضاء، بلون بنفسجي المصمم: النقاش: جين فيلبين |        | 50 فرنك    |
| 1952 | |        |            |
| 1    | البريد الجوي، مشروع نصب تذكاري للجنرال لوكلير في تمارة، بلون أخضر المصمم: النقاش: راؤول سيريس             |        | 6+5 فرنك   |
| 2    | البريد الجوي، مشروع نصب تذكاري للجنرال لوكلير في تمارة، بلون بني المصمم: النقاش: راؤول سيريس              |        | 8+10 فرنك  |
| 3    | البريد الجوي، مشروع نصب تذكاري للجنرال لوكلير في تمارة، بلون بني محمر المصمم: النقاش: راؤول سيريس         |        | 10+20 فرنك |
| 4    | البريد الجوي، مشروع نصب تذكاري للجنرال لوكلير في تمارة، بلون أزرق المصمم: النقاش: راؤول سيريس             |        | 11+30 فرنك |

### سلسلة المعالم
| #    | الوصف                                                                                          | الصورة | القيمة   |
| 1952 | 1952                                                                                           | 1952   | 1952     |
| ---- | ---------------------------------------------------------------------------------------------- | ------ | -------- |
| 1    | حوض الحمام، بلون بنفسجي المصمم: ألكسندر ديلبي النقاش: تشارلز مازيلين                           |        | 5 فرنك   |
| 2    | مسجد القرويين، بلون أخضر المصمم: ألكسندر ديلبي النقاش: رينيه كوتيه                             |        | 6 فرنك   |
| 3    | حوض الحمام، بلون بني غامق المصمم: ألكسندر ديلبي النقاش: تشارلز مازيلين                         |        | 8 فرنك   |
| 4    | مسجد القرويين، بلون قرمزي المصمم: ألكسندر ديلبي النقاش: رينيه كوتيه                            |        | 10 فرنك  |
| 5    | مسجد القرويين، بلون أزرق المصمم: ألكسندر ديلبي النقاش: رينيه كوتيه                             |        | 12 فرنك  |
| 6    | فناء الوداية، بلون أحمر المصمم: ألكسندر ديلبي النقاش: جين فيلبين                               |        | 15 فرنك  |
| 7    | قصبة الوداية، الرباط، بلون أرجواني أزرق المصمم: ألكسندر ديلبي النقاش: راؤول سيريس              |        | 15 فرنك  |
| 8    | قصبة الوداية، الرباط، بلون زنجفر المصمم: ألكسندر ديلبي النقاش: راؤول سيريس                     |        | 18 فرنك  |
| 9    | فناء منزل قديم، بلون أزرق مخضر غامق المصمم: ألكسندر ديلبي النقاش: تشارلز بول دوفريسني          |        | 20 فرنك  |
| 1954 |                                                                                                |        |          |
| 1    | حوض الحمام، بلون أرجواني المصمم: ألكسندر ديلبي النقاش: تشارلز مازيلين                          |        | 5 فرنك   |
| 2    | حوض الحمام، بلون بنفسجي المصمم: ألكسندر ديلبي النقاش: تشارلز مازيلين                           |        | 15 فرنك  |
| 1    | الأسوار ، بلون بنفسجي المصمم: كاميل بول جوسو النقاش: بيير جاندون                               |        | 25 فرنك  |
| 1955 |                                                                                                |        |          |
| 1    | باب المريسة في سلا، بلون بنفسجي بني المصمم: ألكسندر ديلبي النقاش:                              |        | 50 سنتيم |
| 2    | باب المريسة في سلا، بلون أزرق فاتح المصمم: ألكسندر ديلبي النقاش:                               |        | 1 فرنك   |
| 3    | باب المريسة في سلا، بلون أرجواني وردي المصمم: ألكسندر ديلبي النقاش:                            |        | 2 فرنك   |
| 4    | باب المريسة في سلا، بلون أزرق رمادي المصمم: ألكسندر ديلبي النقاش:                              |        | 3 فرنك   |
| 5    | باب الشرفاء في فاس، بلون أحمر المصمم: ألكسندر ديلبي النقاش: جول بيل                            |        | 5 فرنك   |
| 6    | باب الشرفاء في فاس، بلون أخضر المصمم: ألكسندر ديلبي النقاش: جول بيل                            |        | 6 فرنك   |
| 7    | باب الشرفاء في فاس، بلون بني مصفر المصمم: ألكسندر ديلبي النقاش: جول بيل                        |        | 8 فرنك   |
| 8    | مئذنة شالة، بلون بنفسجي بني المصمم: ألكسندر ديلبي النقاش: تشارلز مازيلين                       |        | 10 فرنك  |
| 9    | مئذنة شالة، بلون أخضر مزرق المصمم: ألكسندر ديلبي النقاش: تشارلز مازيلين                        |        | 12 فرنك  |
| 10   | مئذنة شالة، بلون قرمزي المصمم: ألكسندر ديلبي النقاش: تشارلز مازيلين                            |        | 15 فرنك  |
| 11   | محكمة الباشا بالدار البيضاء، بلون أخضر رمادي المصمم: ألكسندر ديلبي النقاش: تشارلز بول دوفريسني |        | 18 فرنك  |
| 12   | محكمة الباشا بالدار البيضاء، بلون قرمزي بني المصمم: ألكسندر ديلبي النقاش: تشارلز بول دوفريسني  |        | 20 فرنك  |
| 13   | حصن آسفي، بلون أزرق بحري المصمم: ألكسندر ديلبي النقاش: بيير جاندون                             |        | 25 فرنك  |
| 14   | برج مراكش، بلون أخضر المصمم: ألكسندر ديلبي النقاش: روجر فينيتو                                 |        | 30 فرنك  |
| 15   | قرية تافراوت، بلون أحمر بني المصمم: ألكسندر ديلبي النقاش: راؤول سيريس                          |        | 40 فرنك  |
| 16   | صهريج برتغالي في مازاغان، بلون بني داكن المصمم: ألكسندر ديلبي النقاش: جين فيلبين               |        | 50 فرنك  |
| 17   | حديقة الأوداية بالرباط، بلون أخضر مزرق المصمم: ألكسندر ديلبي النقاش:                           |        | 75 فرنك  |

### سلسلة السلالات الاسلامية
| #    | الوصف | الصورة | القيمة  |
| 1952 | 1952 | 1952   | 1952    |
| ---- | --- | ------ | ------- |
| 1    | الفترة الأموية، SOLIDARITE 1951 مطبوع عليها، بلون أزرق المصمم: ألكسندر ديلبي النقاش: كلود هيرتنبرجر            |        | 15 فرنك |
| 2    | الفترة الموحدية، SOLIDARITE 1951 مطبوع عليها، بلون أحمر المصمم: ألكسندر ديلبي النقاش: جان ميرمونت              |        | 20 فرنك |
| 3    | الفترة المرينية، SOLIDARITE 1951 مطبوع عليها، بلون بنفسجي المصمم: ألكسندر ديلبي النقاش: غابرييل أنطوان بارلانج |        | 25 فرنك |
| 4    | الفترة السعدية، SOLIDARITE 1951 مطبوع عليها، بلون أخضر المصمم: ألكسندر ديلبي النقاش: تشارلز بول دوفريسني       |        | 50 فرنك |

### إصدار خاص بمناسبة الذكرى المئوية للميدالية العسكرية
| #    | الوصف                                                         | الصورة | القيمة  |
| 1952 | 1952                                                          | 1952   | 1952    |
| ---- | ------------------------------------------------------------- | ------ | ------- |
| 1    | نصب تذكاري بالدار البيضاء، بلون متعدد الألوان المصمم: النقاش: |        | 15 فرنك |

### سلسلة يوم الطابع
| #    | الوصف                                                                                             | الصورة | القيمة    |
| 1952 | 1952                                                                                              | 1952   | 1952      |
| ---- | ------------------------------------------------------------------------------------------------- | ------ | --------- |
| 1    | البريد الجوي، يوم الطابع، بلون بني محمر/أخضر مزرق المصمم: مارسلان فلاندرين النقاش: تشارلز مازيلين |        | 15+5 فرنك |
| 1953 |                                                                                                   |        |           |
| 1    | يوم الطابع، برج ريكا، بلون أرجواني بني المصمم: النقاش: تشارلز مازيلين                             |        | 15 فرنك   |
| 1954 |                                                                                                   |        |           |
| 1    | يوم الطابع البريدي، سيارة بريد ريفية، بلون أخضر غامق المصمم: ألكسندر ديلبي النقاش: تشارلز مازيلين |        | 15 فرنك   |
| 1955 |                                                                                                   |        |           |
| 1    | يوم الطابع، مبنى بريد مازاغان، بلون أحمر المصمم: النقاش:                                          |        | 15 فرنك   |

### إصدار خاص بمناسبة إنجاز سد بين الويدان
| #    | الوصف                                                                                    | الصورة | القيمة  |
| 1953 | 1953                                                                                     | 1953   | 1953    |
| ---- | ---------------------------------------------------------------------------------------- | ------ | ------- |
| 1    | إنجاز سد بين الويدان، بلون أسود مزرق المصمم: ألكسندر ديلبي النقاش: كلود هيرتنبرجر        |        | 15 فرنك |
| 2    | إنجاز سد بين الويدان، بلون بني أرجواني/أزرق المصمم: ألكسندر ديلبي النقاش: كلود هيرتنبرجر |        | 15 فرنك |

### إصدار خاص بمناسبة الذكرى المئوية لميلاد المارشال ليوتي
| #    | الوصف                                                                                     | الصورة | القيمة  |
| 1954 | 1954                                                                                      | 1954   | 1954    |
| ---- | ----------------------------------------------------------------------------------------- | ------ | ------- |
| 1    | استقبال أعيان المغرب، الرباط، بلون أزرق مسود المصمم: ألكسندر ديلبي النقاش: تشارلز مازيلين |        | 5 فرنك  |
| 2    | المارشال ليوطي في خنيفرة، بلون أخضر المصمم: ألكسندر ديلبي النقاش: تشارلز مازيلين          |        | 15 فرنك |
| 3    | ليوطي، باني المدن، بلون بني قرمزي المصمم: ألكسندر ديلبي النقاش: تشارلز مازيلين            |        | 30 فرنك |
| 4    | ليوطي، مارشال فرنسا، بلون بني المصمم: النقاش: راؤول سيريس                                 |        | 50 فرنك |

### سلسلة البريد الجوي
| #    | الوصف | الصورة | القيمة     |
| 1950 | 1950 | 1950   | 1950       |
| ---- | --- | ------ | ---------- |
| 1    | منظمات رعاية الجيش، أنقاض شالة، بلون وردي أرجواني المصمم: ألكسندر ديلبي النقاش: جين فيلبين                                 |        | 10+10 فرنك |
| 2    | منظمات رعاية الجيش، أنقاض شالة، بلون أسود مزرق المصمم: ألكسندر ديلبي النقاش: جين فيلبين                                    |        | 15+15 فرنك |
| 1    | البريد الجوي، منظمات رعاية الجيش، قوس كاراكالا في وليلي، بلون بنفسجي بني المصمم: ألكسندر ديلبي النقاش: تشارلز بول دوفريسني |        | 10+10 فرنك |
| 2    | البريد الجوي، منظمات رعاية الجيش، قوس كاراكالا في وليلي، بلون أخضر مزرق المصمم: ألكسندر ديلبي النقاش: تشارلز بول دوفريسني  |        | 15+15 فرنك |
| 1    | البريد الجوي، قصبة الوداية، الرباط، بلون بنفسجي المصمم: كاميل بول جوسو النقاش:                                             |        | 300 فرنك   |
| 1    | البريد الجوي، جدران شالة في الرباط، بلون أخضر المصمم: ألكسندر ديلبي النقاش: تشارلز بول دوفريسني                            |        | 10 فرنك    |
| 2    | البريد الجوي، مراكش والأطلس، بلون أحمر المصمم: ألكسندر ديلبي النقاش: رينيه كوتيه                                           |        | 40 فرنك    |
| 3    | البريد الجوي، قصبة الأطلس الصغير، بلون بني المصمم: ألكسندر ديلبي النقاش: رينيه كوتيه                                       |        | 100 فرنك   |
| 4    | البريد الجوي، فاس، بلون بنفسجي المصمم: ألكسندر ديلبي النقاش: تشارلز بول دوفريسني                                           |        | 200 فرنك   |
| 1    | منظمات رعاية الجيش، أسوار موغادور، بلون أخضر رمادي المصمم: ألكسندر ديلبي النقاش: تشارلز بول دوفريسني                       |        | 15 فرنك    |
| 2    | منظمات رعاية الجيش، فرسان المغاربة، بلون بني محمر المصمم: ألكسندر ديلبي النقاش: تشارلز مازيلين                             |        | 30 فرنك    |
| 1    | البريد الجوي، مكناس، مطبوع عليه SOLIDARITE 1953، بلون بني زيتوني المصمم: ألكسندر ديلبي النقاش:                             |        | 10 فرنك    |
| 2    | البريد الجوي، الرباط، مطبوع عليه SOLIDARITE 1953، بلون بنفسجي المصمم: ألكسندر ديلبي النقاش:                                |        | 20 فرنك    |
| 3    | البريد الجوي، الدار البيضاء، مطبوع عليه SOLIDARITE 1953، بلون أحمر بني المصمم: ألكسندر ديلبي النقاش: راؤول سيريس           |        | 40 فرنك    |
| 4    | البريد الجوي، فضالة، مطبوع عليه SOLIDARITE 1953، بلون أخضر مزرق المصمم: ألكسندر ديلبي النقاش: تشارلز بول دوفريسني          |        | 50 فرنك    |
| 1    | البريد الجوي، منظمات رعاية مشاة البحرية، بلون أخضر المصمم: النقاش:                                                         |        | 15 فرنك    |
| 2    | البريد الجوي، منظمات رعاية مشاة البحرية، بلون أزرق بحري المصمم: النقاش:                                                    |        | 30 فرنك    |
| 1955 | |        |            |
| 1    | البريد الجوي، قرية في الأطلس الصغير، بلون بنفسجي المصمم: ألكسندر ديلبي النقاش: راؤول سيريس                                 |        | 100 فرنك   |
| 2    | البريد الجوي، مصب نهر بو رقراق، بلون قرمزي المصمم: ألكسندر ديلبي النقاش: بيير مونييه                                       |        | 200 فرنك   |
| 3    | البريد الجوي، قصر السوق، بلون أخضر مزرق المصمم: ألكسندر ديلبي النقاش: جان ميرمونت                                          |        | 500 فرنك   |

### إصدار بمناسبة الذكرى الخمسين لتأسيس منظمة الروتاري الدولية
| #    | الوصف                                                                                | الصورة | القيمة  |
| 1955 | 1955                                                                                 | 1955   | 1955    |
| ---- | ------------------------------------------------------------------------------------ | ------ | ------- |
| 1    | خريطة المدن في المغرب، بلون متعدد الألوان المصمم: كاميل بول جوسو النقاش: بيير جاندون |        | 15 فرنك |